# 马河畔马尔尼
马河畔马尔尼（法語：Margny-sur-Matz，法語發音：[maʁɲi syʁ ma]）是法国瓦兹省的一个市镇，属于贡比涅区。

## 地理
马河畔马尔尼（49°31'20"N, 2°46'43"E）面积7.24 平方千米，位于法国上法蘭西大區瓦兹省，该省份为法国北部内陆省份，北起索姆省，西接厄尔省和滨海塞纳省，南至塞纳-马恩省和瓦兹河谷省，东临埃纳省。
与马河畔马尔尼接壤的市镇（或旧市镇、城区）包括：埃兰库尔-圣玛格丽特、马勒伊拉莫特、马尔凯格利斯、拉讷维尔叙勒松、马河畔勒松、里克堡、旺代利库尔。
马河畔马尔尼的时区为UTC+01:00、UTC+02:00（夏令时）。

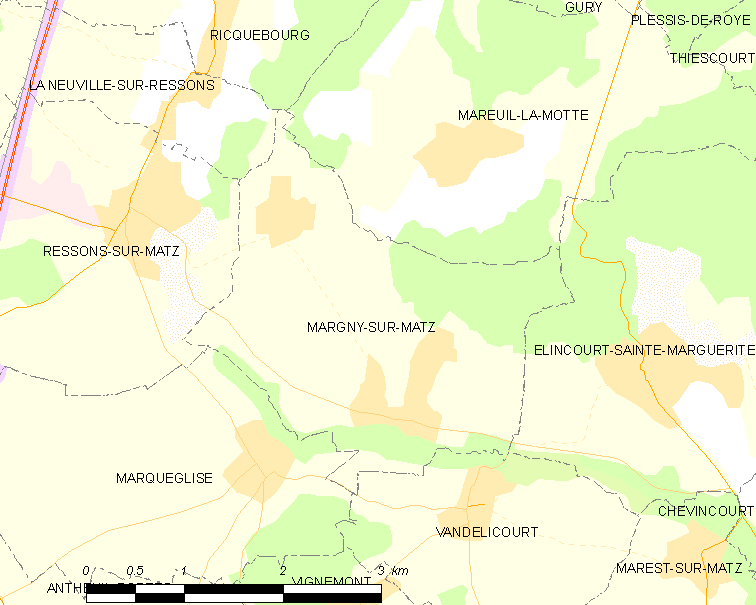
马河畔马尔尼的OSM定位图

## 行政
马河畔马尔尼的邮政编码为60490，INSEE市镇编码为60383。

## 政治
马河畔马尔尼所属的省级选区为埃斯特雷圣但尼县。

## 人口

1962-2008年间马河畔马尔尼人口变化图示

马河畔马尔尼于2022年1月1日时的人口数量为533人。